# Metalocerus becvari
Metalocerus becvari là một loài bọ cánh cứng trong họ Cerambycidae.